# AV 아이돌 (영화)
《AV 아이돌》은 2012년 한일 영화이다. 조조 히데오(城定秀夫)에 의해서 감독되었다.

## 출연

### 주연
- 손비야
- 타츠미 유이